# Bank of the West Classic 2011
Bank of the West Classic 2011 — тенісний турнір, що проходив на відкритих кортах з твердим покриттям. Це був 40-й за ліком Silicon Valley Classic. Належав до категорії Premier у рамках Туру WTA 2011. Відбувся в Taube Tennis Center у Стенфорді (США). Тривав з 26 до 31 липня 2011 року.

## Учасниці

### Сіяні учасниці
| Країна     | Гравчиня           | Рейтинг* | Посіяна |
| ---------- | ------------------ | -------- | ------- |
| Білорусь   | Вікторія Азаренко  | 4        | 1       |
| Росія      | Марія Шарапова     | 5        | 2       |
| Франція    | Маріон Бартолі     | 9        | 3       |
| Австралія  | Саманта Стосур     | 10       | 4       |
| Польща     | Агнешка Радванська | 14       | 5       |
| Німеччина  | Юлія Гергес        | 16       | 6       |
| Сербія     | Ана Іванович       | 18       | 7       |
| Словаччина | Домініка Цібулкова | 20       | 8       |

- Рейтинг подано станом на 18 липня 2011.

### Інші учасниці
Нижче подано учасниць, що отримали вайлд-кард на вихід в основну сітку
- Гіларі Барт
- Домініка Цібулкова

Нижче наведено гравчинь, які пробились в основну сітку через стадію кваліфікації:
- Марина Еракович
- Фудзівара Ріка
- Уршуля Радванська
- Ольга Савчук

## Фінальна частина

### Одиночний розряд
Серена Вільямс —  Маріон Бартолі, 7–5, 6–1
- Для Вільямс це був 1-й титул за рік і 38-й — за кар'єру.

### Парний розряд
Вікторія Азаренко /  Марія Кириленко —  Лізель Губер /  Ліза Реймонд, 6–1, 6–3